# Musée d'histoire de Samtskhé-Djavakhétie
Le musée d'histoire de Samtskhe-Javakheti ( géorgien : სამცხე-ჯავახეთის ისტორიული მუზეუმი  ) est un musée à Akhaltsikhé dans la région de Samtskhé-Djavakhétie (Géorgie), fondé en 1923. Le musée fait partie du réseau des musées nationaux géorgiens et sa forme rénovée actuelle date de 2012. Il est situé sur le territoire de la forteresse d'Akhaltsikhe, aussi connue sous le nom de "Château de Rabati".

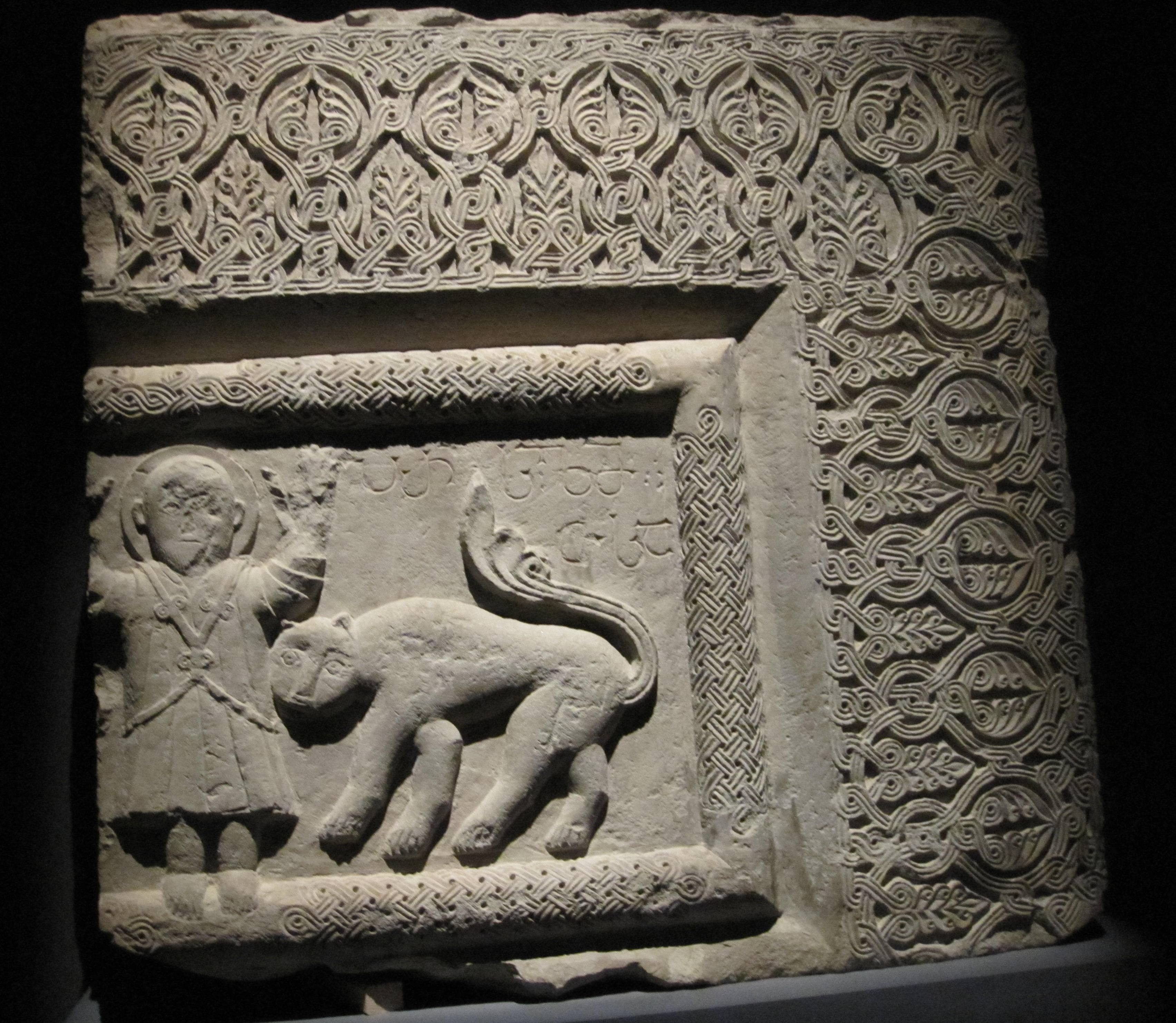
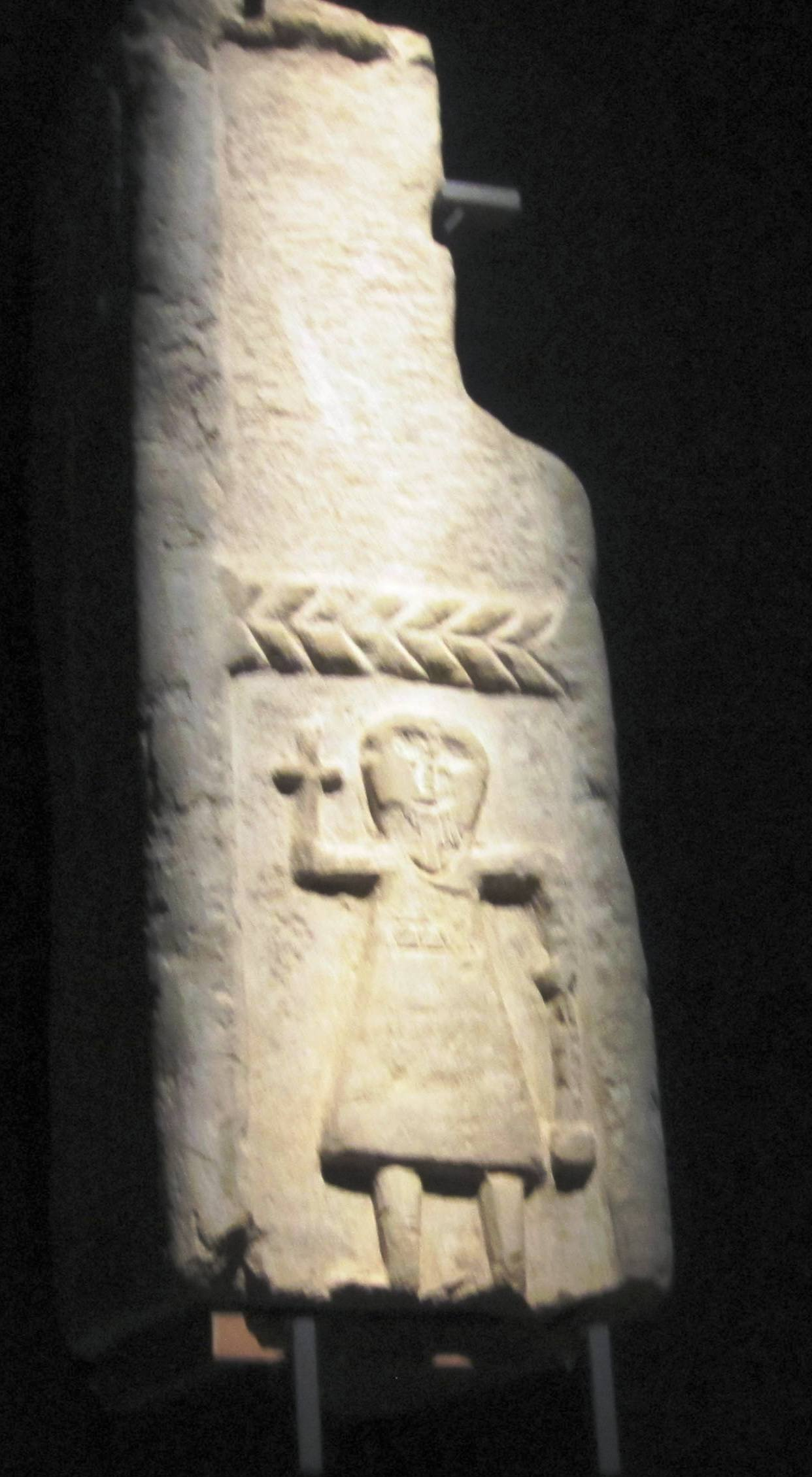
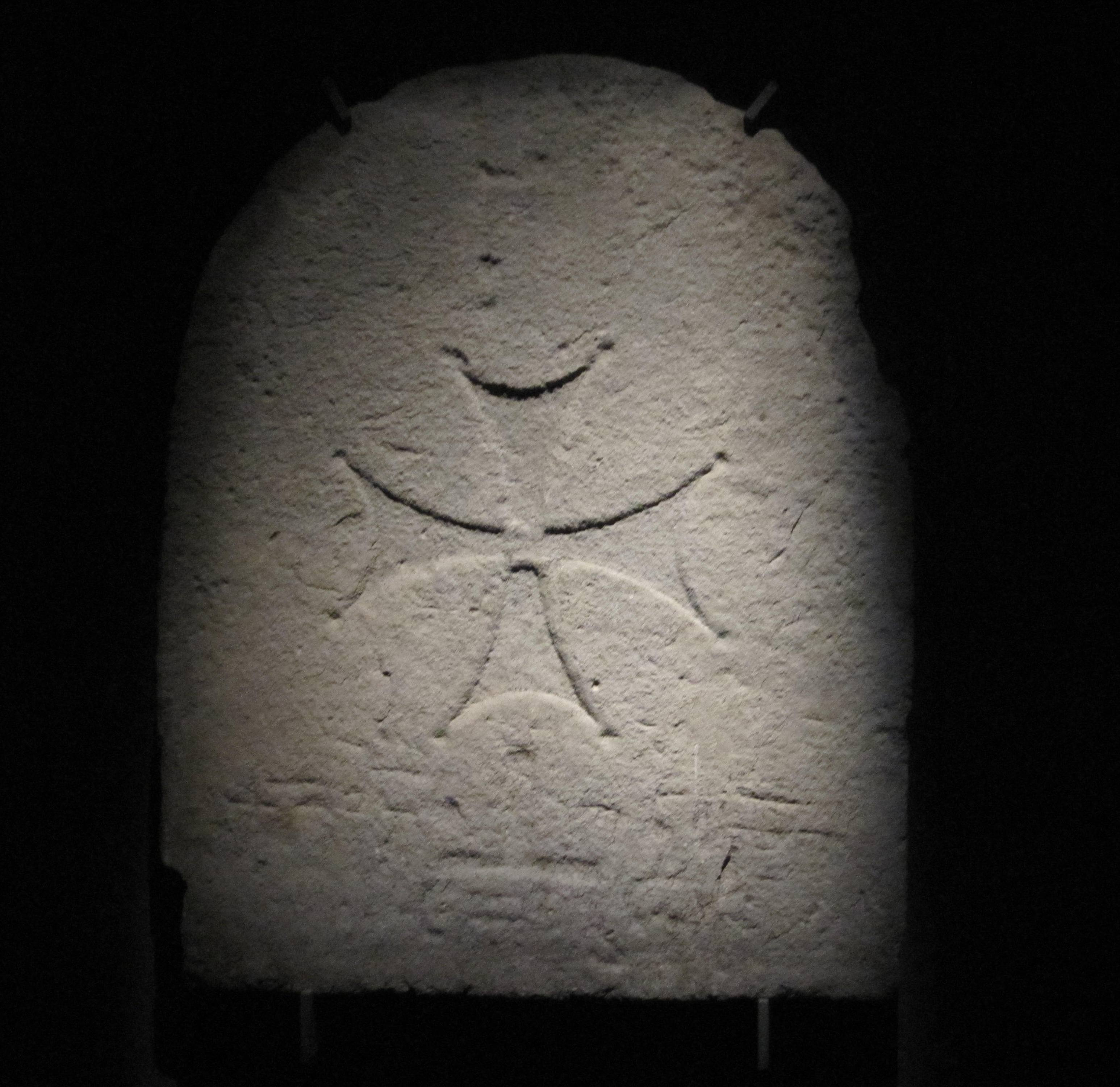